# Boa Mistura
Pour les articles homonymes, voir Boa (homonymie) et Mistura.

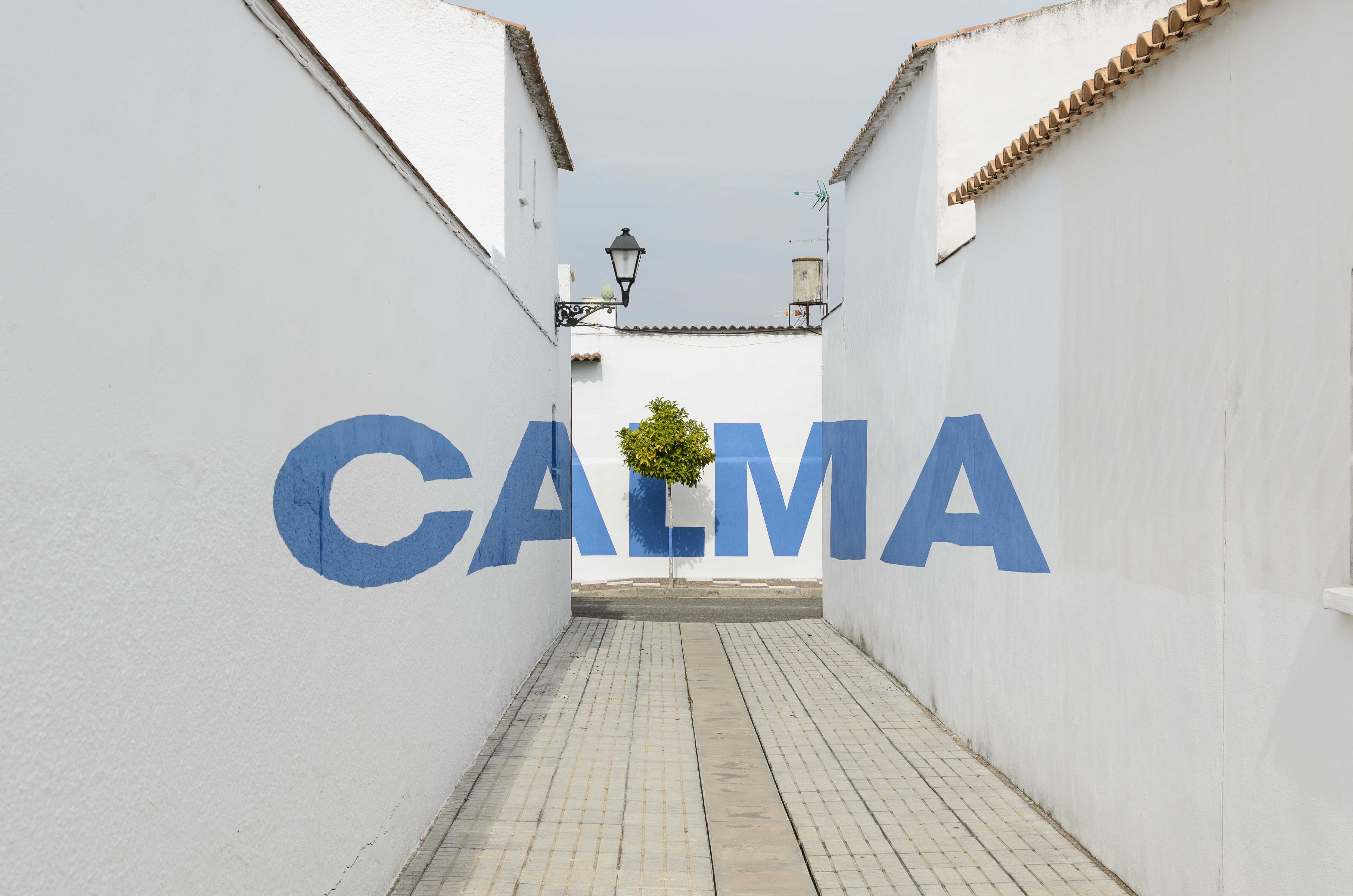
Une des mots anamorphose peintes dans la bourgade de Maruanas, Le Carpio dans la province espagnole de Cordoue.

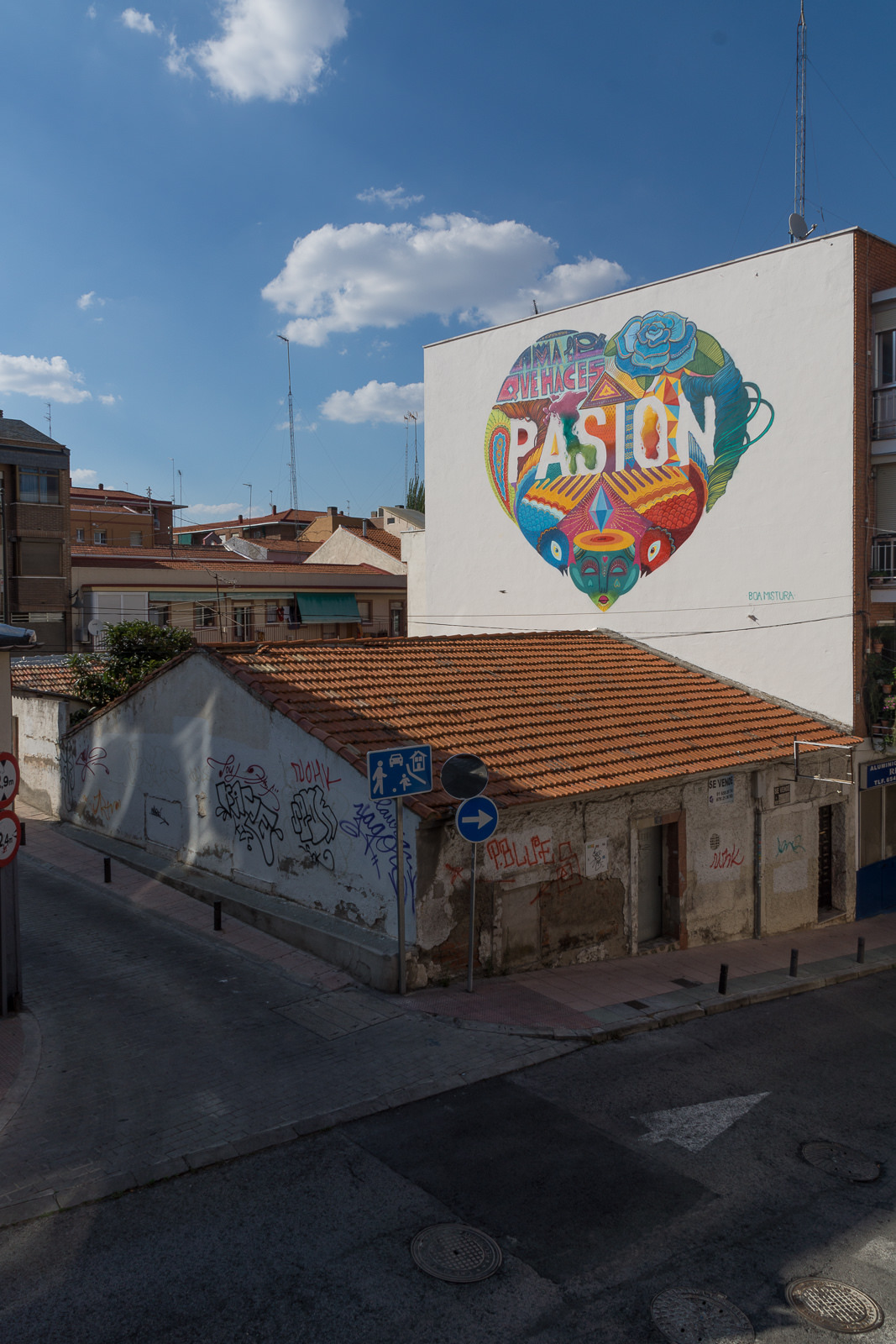
Peinture murale à Alcobendas (Madrid).

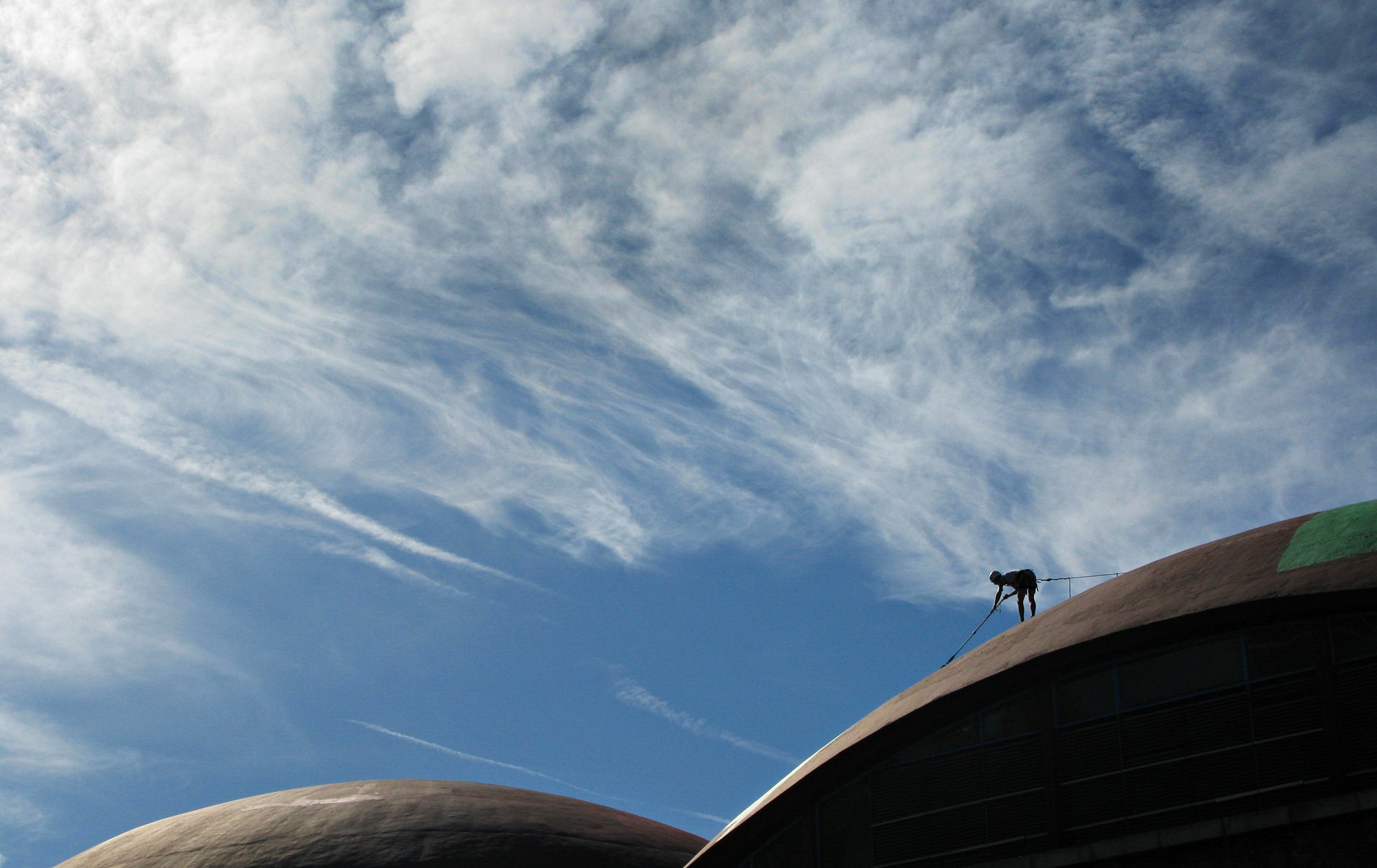
Boa Mistura En réalisant son intervention "Remplit la vie de couleur" dans le marché de la Gorgée (Madrid).

Boa Mistura est un groupe d'artistes urbains formé à Madrid à la fin de 2001. Le terme portugais et galicien Boa Mistura signifie « bon mélange », et fait référence aux diverses formations des membres du groupe.

## Membres
Les membres de Boa Mistura sont l'architecte Javier Serrano, l'ingénieur routier Rubén Martín, le publicitaire Pablo Purón et les diplômés en Beaux-Arts Pablo Ferreiro et Juan Jaume.

## Œuvres
Les œuvres de Boa Mistura se situent généralement dans des lieux publics, et l'objectif du collectif est d’améliorer la qualité de vie des gens par des œuvres graphiques, matérialisées en des interventions plastiques en différents environnements et à différentes échelles  Souvent, il s'inspire  del'identité du lieu où il travaille, afin que le langage écrit et la couleur se fondent dans le lieu. Le collectif emploie différentes langues et styles culturels. Il mène à terme des projets en Afrique du Sud, Norvège, à Berlin, Sao Paulo, Paris, New Delhi et Panama. Il collabore aussi avec des projets sociaux comme la Fondation ONCE, Intermon Oxfam, Croix-Rouge ou la Fondation Antonio Française, et il prend part à des conférences dans des universités à  Madrid, Séville, Cuenca ou Alcalá de Henares.

## Quelques projets
- Die Umarmung (Berlin, Allemagne)[3].

- Velokhaya Khayelitsha (Le Cap, Afrique du Sud)[4],[5].

- Luz nas Vielas (São Paulo, Brésil)[6]

- Nous sommes Lumière (Panama)[7]

- Remplit la Vie de Couleur (Madrid, Espagne)[8]

- Madrid, te mangerait à vers (Madrid, Espagne)[9]

- L'âme n'a pas couleur (Cañada Real, Madrid, Espagne)[10]

- Vers au passage (Madrid, Espagne)[11],[12]

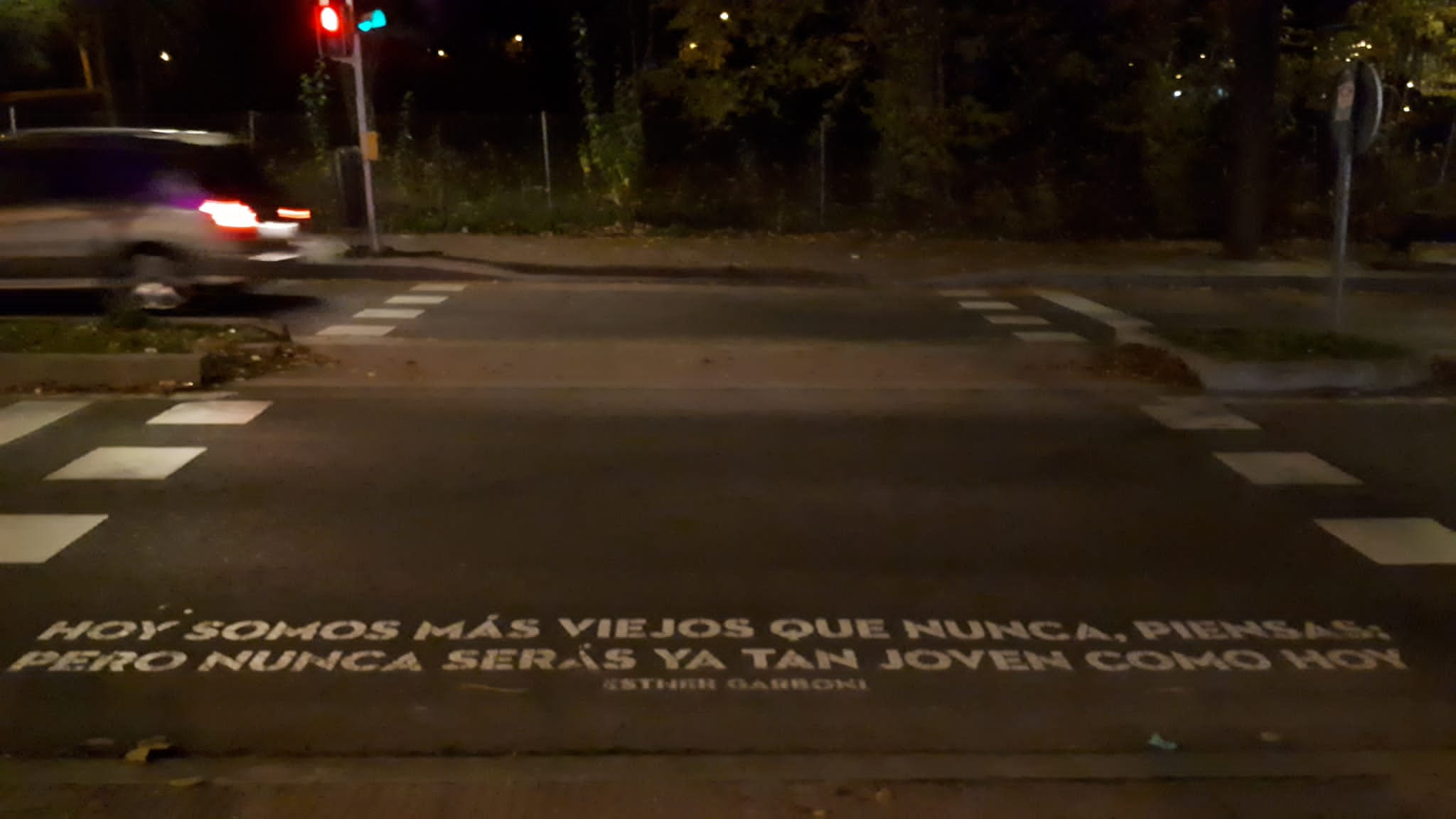
Passage piétons à Madrid (l'Espagne) avec des vers peints.

- École de Perroquets (Montecristi, République Dominicaine)[13]

- Symbiose[14],[15],[16],[17],[18],[19]

- Ma racine est (La Havane, Cuba)[20]

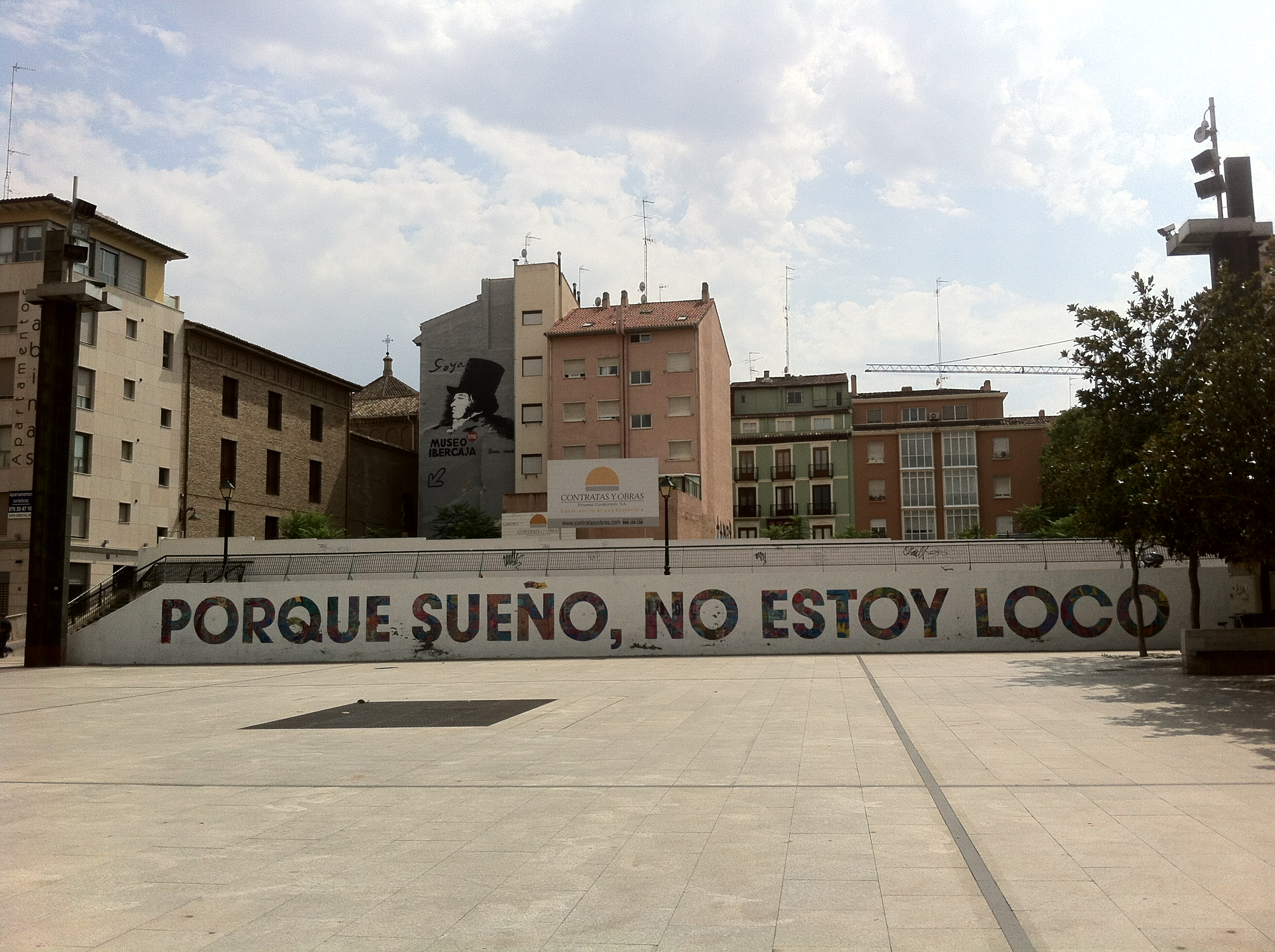
Peinture murale Parce que je rêve, je ne suis pas fou, à Saragosse.

- Ma racine est (Photoespaña 2016, Madrid, Espagne)[21]

- Ils nous sont en éteignant (Cañada Real 2021, Madrid, Espagne)[22]

- Nous continuons à lutter (Cañada Real 2022, Madrid, l'Espagne)[23]

- RE-VS (ARC 2023, Madrid, Espagne)[24]

## Controverse
En 2020, le collectif réalise une action dans la salle omnisports de Getafe La Alhóndiga, conçue par l'architecte Miguel Fisac, finaliste de la Biennalle de Venise, en couvrant de peintures de couleur les façades de béton texturé. Après la critique de certains milieux et secteurs sociaux, Boa Mistura réagit dans un communiqué officiel exprimant son plus grand respect pour la personnalité de l'architecte et pour son œuvre, et en offrant sa collaboration à la décision adoptée, assurant que l'intervention est réversible.